# Бандитський криптоаналіз
Бандитський криптоаналіз (злом з купівлею ключа, також англ. Rubber-hose cryptanalysis — криптоаналіз гумовим шлангом) — метод криптоаналізу, при якому «криптоаналітик» вдається до шантажу, погроз, тортур, здирництва, хабарництва і т. д. Основним методом є аналіз та використання т. зв. «людського фактора» — наявності людей як складової частини системи захисту інформації.
Брюс Шнайєр відзначає, що даний метод є потужним і, часто, найефективнішим методом криптоаналізу.

## Опис
Згідно «Міжнародній Амністії» та ООН, багато країн у світі постійно катують людей. Тому логічно припустити, що принаймні деякі з цих країн використовують (або готові використовувати) деякі форми бандитського криптоаналізу.
Через специфіку даного методу, у разі його застосування час, необхідний для дешифрування повідомлення не залежить від алгоритму шифрування і довжини ключа. На практиці, психологічне примушення може виявитися настільки ж ефективним, як фізичні тортури. Ненасильницькі, але вельми лякливі методи містять таку тактику, як загроза несприятливого кримінального покарання. Стимулом до співпраці може бути деяка форма угоди про визнання провини, що пропонує зниження терміну або скорочення списку кримінальних звинувачень проти підозрюваного в обмін на повне співробітництво зі слідством. Крім того, в деяких країнах загрози можуть ґрунтуватися на переслідуванні в судовому порядку, як співучасників, близьких родичів допитуваної особи (наприклад, дружини, дітей або батьків), якщо вони не співпрацюють.